# Festas do Barreiro em honra de Nossa Senhora do Rosário
As Festas do Barreiro em honra de Nossa Senhora do Rosário, popularmente conhecidas simplesmente como Festas do Barreiro, são festividades populares que ocorrem anualmente na cidade do Barreiro, localizada no distrito de Setúbal, junto da zona rio onde se situa a Igreja Nossa Senhora do Rosário.

## Descrição
Realizada anualmente em honra de Nossa Senhora do Rosário, durante o Verão, entre os dias 11 e 20 de agosto, esta festa é caracterizada por ser um verdadeiro ponto de encontro, um evento que reúne milhares e que cada vez mais tem aproximado gerações. 
Além dos concertos que acontecem diariamente no palco das Marés (palco principal) durante as festividades, onde já apareceram grandes nomes da música portuguesa como os D.A.M.A, Tony Carreira, Carolina Deslandes, Ana Moura, entre muitos outros, existem ainda outros concertos em diversos palcos, uma zona de artesanato, uma zona de bares, uma zona de “tasquinhas” e uma zona dedicada às diversões. As festividades apresentam também um programa religioso.

## História
Diz-nos a tradição que numa das procissões fluviais efetuadas pelos devotos de Nossa Senhora do Rosário, entre Lisboa e a Aldeia Galega do Ribatejo, as condições atmosféricas encontrar-se-iam particularmente complicadas para a continuação da travessia do rio Tejo, na viagem de retorno a Lisboa, optando-se assim por atracar num porto mais próximo- o Barreiro. Ao atracarem, os tripulantes levaram consigo a imagem de Nossa Senhora do Rosário e foram tão bem recebidos pelos Barreirenses, que foi acordado que daí a diante a imagem seria levada até á vila do Barreiro, atual cidade do Barreiro, e não até á Aldeia Galega do Ribatejo, atual cidade do Montijo. Iniciou-se então a tradição das festividades anuais em honra de Nossa Senhora do Rosário no Barreiro.
É devido a esta origem que inicialmente as festividades eram celebradas em outubro, por volta do dia 7 desse mês, porém ao longo dos anos a data das festividades foi bastante alterada. A primeira alteração terá sido efetuada para o primeiro domingo do mês de setembro, porém a data das festividades foi ainda alterada uma segunda vez, para o meio do mês de agosto, para os dias á volta de 15 de agosto (dia que se festeja a Assunção de Nossa Senhora), data que ainda hoje se mantém.
Atualmente, apesar de ainda existir um programa religioso, as festividades já não representam festas intrinsecamente religiosas, mas sim festas cívicas que do ponto de vista cultural têm vindo a entusiasmar cada vez mais a população.